# Amblyseius indirae
Amblyseius indirae (лат.) — вид паразитиформных клещей рода Amblyseius из семейства Phytoseiidae (Mesostigmata). Мелкие свободноживущие хищные клещи длиной менее 1 мм. Индия  (Arunachal Pradesh). От близких видов отличается следующими признаками: конической формой сперматеки с каликсом колоковидной формы. Дорсальный диск длиной 358 мкм, шириной 224 с 17 парами щетинок; щетинки Z4 и Z5 гладкие; подвижный палец беззубый; дорзум гладкий. Дорсальные щетинки заострённые (заднебоковых щетинок PL 3 пары, а переднебоковых AL — 2 пары). Дорсальный щит склеротизирован. Вид был впервые описан в 1985 году, а его валидный статус подтверждён в 2017 году.